# Thierry Chaput
 (juin 2018).
Pour les articles homonymes, voir Chaput.
Thierry Chaput, né le 12 octobre 1949 à Boulogne-Billancourt et mort à Paris le 28 avril 1990, est un théoricien en design, concepteur et commissaire d’expositions français.
Il participa à plusieurs expositions majeures pour la Cité des Sciences et de l'Industrie ainsi qu’au Centre Georges Pompidou à Paris pour le Centre de Création Industrielle, CCI ; notamment Les Immatériaux (1985), exposition dont il fut le co-commissaire avec Jean-François Lyotard.

## Biographie
Thierry Chaput est né le 12 octobre 1949 à Boulogne-Billancourt (Seine, aujourd'hui dans le département des Hauts-de-Seine), où il passe son enfance. Il vécut et travailla à Paris, avec la sculptrice et architecte Katia Lafitte. De cette relation, il a deux enfants, Thomas et Alice.
Thierry Chaput est mort à Paris, le 28 avril 1990.

### Parcours académique et professionnel
Thierry Chaput est élève au Lycée Buffon à Paris, où il passe son baccalauréat en 1967. Il étudie à l’ENSAD Paris, où il obtient son diplôme en design d’objets en 1973. Puis, il étudie l’ergonomie au Conservatoire national des arts et métiers, diplômé en 1977. Entre 1989 et 1990, il prépare un doctorat sur l’Esthétique des micro-technologies et des systèmes numériques avec Edmond Couchot de l’Université Paris-VIII, département Arts et technologie de l’image.
Thierry Chaput travaille d’abord comme journaliste stagiaire puis professionnel à l’ORTF, au département des enregistrements internationaux (1968-1970). Il est ensuite commissionné par le Centre de Création industrielle, C.C.I, Centre Georges Pompidou, pour développer un système automatisé de documentation sur les produits (1975 – 1978).
Il mène un projet à la fonderie du Bélier à Vérac en Gironde où il reçoit le prix de la meilleure équipe de conception de l’ANACT (1978). Il s'occupe aussi de gestion de projets et commissariat d’expositions, de production audiovisuelle et de films au C.C.I (1978-1985) ainsi que de commissariat d’expositions et il est chargé de programmes producteur délégué de films et vidéo disques à la Cité des Sciences et de l'Industrie de La Villette à Paris (1985-1986). Après son départ de La Villette, il devient secrétaire général de l’ACM SIGGRAPH France, une nouvelle branche de SIGGRAPH, organisme regroupant des sociétés et professionnels de l’image numérique, fondée en 1987. Il intervient en tant que scientifique et directeur artistique à l’exposition et festival PIXIM 88.
Maitre d’œuvre et co-coordinateur du projet de la Maison de la communication du Nord-Pas de Calais (1985-1986, avec Bernard Stiegler), laquelle a ouvert ses portes dans la ville de Béthune sous le nom d’IRCOM (Institut régional de la communication) en 1987 (détruite par un incendie en 1989). 
Ingénieur consultant en ergonomie pour la société Calor à Lyon (1979-1985), il est enseignant à l’ESIEE (École Supérieure d'Ingénieurs en Électronique et Électrotechnique) de 1979 à 1982 ainsi qu’à l’université de Paris VIII (1985-1986).
Membre du comité scientifique international de l’espace international SNVB (depuis 1988), il est le cofondateur de l’association Organon, avec Marc Girard et Martine Moinot en 1985. (Bernard Stiegler et Philippe Delis étaient d'autres associés de la société.)

## Expositions, publications

### Expositions
- Sous le soleil autrement, Centre de Création Industriel, C.C.I., Centre Pompidou, 1978[3].
- La mesure du temps, Centre de Création Industriel, C.C.I., Centre Pompidou, 1979. (realised on the occasion of INOVA 79, supported by the Délégation à l'Innovation et à la Technologie of the Ministre de l'Industrie; see Centre Pompidou, Annual Report 1979.)
- Travail sous conditions, Centre de Création Industriel, C.C.I., Centre Pompidou, 1979.
- Billes en tête. L'imagerie du flipper, Centre de Création Industriel, C.C.I., Centre Pompidou, 1981.
- différences/indifférences? Handicapes et vie quotidienne, Centre de Création Industriel, C.C.I., Centre Pompidou, 1981.
- Langage papier-crayon, Centre de Création Industriel, C.C.I., Centre Pompidou, 1981.
- Les Immatériaux, Centre de Création Industriel, C.C.I., Centre Pompidou, 1985 (preparations started in 1981, Jean-François Lyotard joined the project in 1983)[4].
- L'Homme réparé, Cité des Sciences et de l'Industrie, La Villette, Paris, 1986.
- Image calculée, Cité des Sciences et de l'Industrie, La Villette, Paris, 1988.

### Publications
- Thierry Chaput, André Hatala, Écrire (Avec quel stylo ?). In: Cree no 26, janvier-février 1974, p. 38-43.
- Micro-esthétique en désordre, In: Cahiers du CCI no 2, 1986, p. 93-96.
- From Socrates to Intel: The Chaos of Microaesthetics, in Design after Modernism, ed. John Thackara, London: Thames & Hudson, 1988.